# Campoletis intermedia
Campoletis intermedia är en stekelart som först beskrevs av Henry Lorenz Viereck 1925.  Campoletis intermedia ingår i släktet Campoletis och familjen brokparasitsteklar. Inga underarter finns listade.